# Кикнадзе, Арчил Самуилович
Арчил Самуилович Кикнадзе (16 [29] марта 1915 или 16 марта 1915, Чхери, Кутаисская губерния, Российская империя — 27 июня 1967, Тбилиси) — советский футболист, защитник, полузащитник. Мастер спорта СССР (1938), Заслуженный мастер спорта СССР (1948).

## Биография
Начал играть в футбол в 19 лет в команде Закавказского индустриального института, где учился на строительном факультете. В 1937—1949 годах играл за «Динамо» Тбилиси. В чемпионате СССР провёл 151 игру (плюс 9 в аннулированном чемпионате 1941 года).
Старший тренер сборной Грузинской ССР — финалиста Спартакиады народов СССР 1956.
1950—1953, 1958—1960, 1964—1966 гг. Работал тренером специализированной 35-й футбольной школы г. Тбилиси. Среди его воспитанников были известные советские футболисты — Михаил Месхи, Сергей Котрикадзе, Шота Яманидзе и др.
Скончался в 1967 году в возрасте 52 лет.

## Достижения
- Чемпионат СССР:

Серебряный призёр (1): 1940
Бронзовый призёр (2): 1946, 1947
- Кубок СССР:

Финалист: 1946

## Награды
- Медаль «За трудовую доблесть» (27.04.1957) — «за успехи, достигнутые в деле развития массового физкультурного движения в стране, повышения мастерства советских спортсменов, и успешное выступление на международных соревнованиях»